# Ommatopseudes harmani
Ommatopseudes harmani är en insektsart som först beskrevs av Brock 1995.  Ommatopseudes harmani ingår i släktet Ommatopseudes och familjen Aschiphasmatidae. Inga underarter finns listade i Catalogue of Life.